# Ala (deidad igbo)

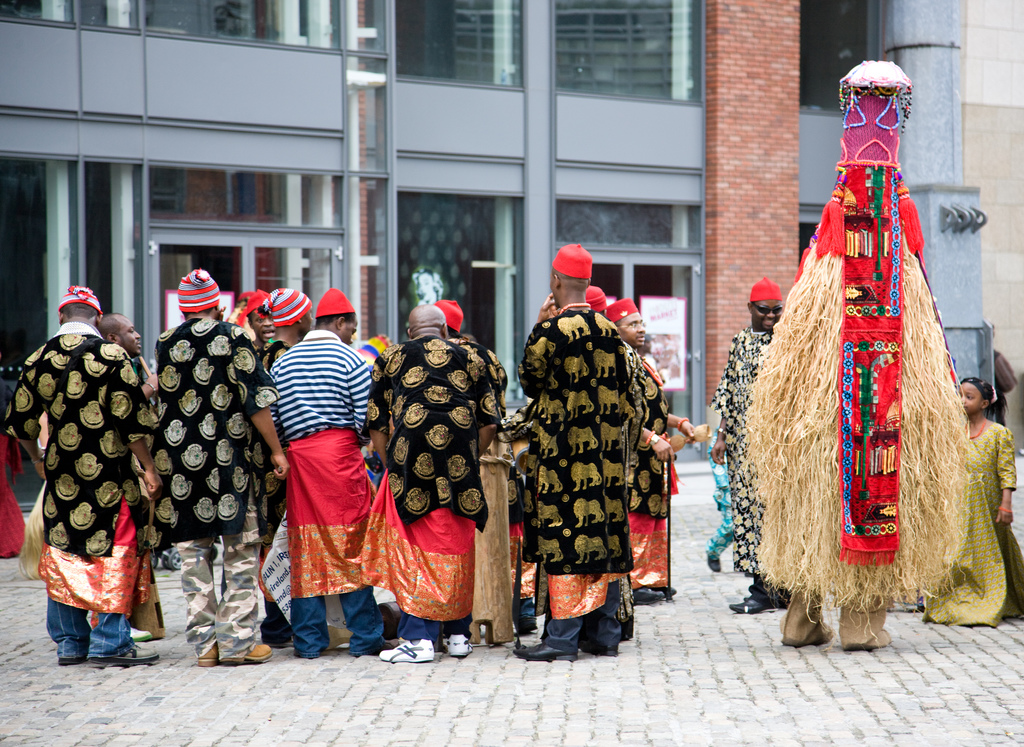
Nochevieja en Dublín

Ala, también conocido como Ani, Ana, Ale y Ali, es una deidad de la mitología Igbo, que en el pueblo Igbo es considerada una diosa de la tierra, la fertilidad, moralidad y creatividad. En la creencia igbo, sería la esposa o hija de Chukwu. Ella es a menudo representada con un pequeño niño en sus brazos y su símbolo es la luna creciente y la serpiente. Se cree que las almas de los muertos viven en su seno sagrado. 
Actualmente la diosa Ala sigue siendo adorada por los igbo de Nigeria y se le rinde homenaje durante el festival del Yam.
- Datos: Q2736074